# Di-bloque PS-(PB-POSS) Copolímero
Los copolímeros POSS son sintetizados con el objetivo de formar compuestos con estructuras nanoestructurales.

## Objetivo
El objetivo de la modificación de este copolímero es formar estructuras nanométricas de forma ordenada y controlada. Las estructuras nanométricas tienen propiedades eléctricas, de superficie y mecánicas diferentes a los compuestos de escala micrométrica.

## Síntesis del Di-bloque PS-(PB-POSS)
La síntesis de este polímero se realiza por medio de la polirreacción de PS-co-1,2 PB en presencia de tolueno tratado con divinil-tetrametildisiloxano en presencia de platino. De esta manera se consigue un polímero de injerto PS-(PB-POSS) según:
La reacción puede caracterizarse por medio de tintura con OsO4 o RuO4 y difracción de electrones.
La modificación por medio de esta técnica permite formar nuevos materiales con características de resistencias a la torsión, tracción, creep diferentes o mejores que los polímeros sin estructura.
- Datos: Q5804875